# Шарлоте Кала
Шарлоте Кала (на шведски: Charlotte Kalla) е шведска състезателка по ски бягане.
Тя е олимпийска шампионка на 10 км от Зимните олимпийски игри във Ванкувър през 2010 г. и щафета 4x5 km от Сочи 2014 и на скиатлон от Пьонгчанг 2018 бронзова медалистка от Световното първенство по ски северни дисциплини в Либерец през 2009 г.
Първото ѝ състезание за младежи е през сезон 2003/04. Печели общо пет индивидуални медала от световните първенства за младежи през 2006 и 2007, три от тях златни, както и два сребърни с щафетата на Швеция.

## Световна купа
Шарлоте Кала дебютира в състезание за Световната купа на 15 март 2006 в спринта. В началото на следващия сезон за първи път се класира сред първите десет в старта на 10 км свободен стил в Йеливаре, Швеция. Тогава влиза и в щафетата на Швеция, с която се качва за първи път на почетната стълбичка при спечелването на второто място в щафетата 4 x 5 км. в Ла Клусаз (на френски: La Clusaz), Франция. В края на сезона успява да спечели първата си победа в щафетата. 
В началото на 2008 година печели Тур дьо Ски. 
През 2011 завършва пета в Тур дьо Ски. 
Има общо три индивидуални първи места и три с щафетата в състезания за Световната купа. Класира се общо петнадесет пъти сред първите три в индивидуални стартове и девет пъти с щафетата. 

## Световни първенства
Шарлоте Кала участва на три световни първенства по ски северни дисциплини – в Сапоро през 2007, в Либерец през 2009 и в Осло през 2011 година. 
В Сапоро през 2007 завършва пета на 10 км свободен стил и седма на 15 км. преследване. Печели четвъртото място с щафетата на Швеция. 
В Либерец през 2009 печели първия си бронзов медал с щафетата. В индивидуалните дисциплини завършва шета в спринта, осма на 15 км. преследване и осемнадесета на 30 км свободен стил. 
В Осло през 2011 печели златния медал в отборния спринт класически стил, второто място в щафетата, четвърти места в преследването и на 30 км свободен стил и единадесето място на 10 км. класически стил. 

## Олимпийски игри
Шарлоте Кала участва на Зимните олимпийски игри във Ванкувър през 2010 година. Печели олимпийската титла на 10 км свободен стил, завършва пета в щафетата, шеста на 30 км. класически стил и осма в преследването. 
Титлата ѝ е изненадваща, тъй като Кала до този момент има само една победа в Тур дьо Ски. 

### Олимпийски игри
| Олимпиада      | Спринт | Отборно спринт | 10 км разделен старт | 7,5+7,5 км скиатлон | 30 км масов-старт | Щафета |
| -------------- | ------ | -------------- | -------------------- | ------------------- | ----------------- | ------ |
| 2010 Ванкувър  | –      | 2              | 1                    | 8                   | 6                 | 5      |
| 2014 Сочи      | –      | –              | 2                    | 2                   | 32                | 1      |
| 2018 Пьонгчанг | –      | 2              | 2                    | 1                   | 5                 | 2      |